# Kjeller Flyfabrikk
Kjeller Flyfabrikk var en statlig norsk flygfabrik och reparationsverkstad som drevs av norska försvaret, den är även känd under namnet Hærens Flyfabrikk.
Fabriken startade som en reparationsverkstad för Hærens flygplan 1912 i Kjeller norr om Oslo. Verkstaden bildade formellt en egen avdelning inom Hæren 1915. Man har huvudsakligen tillverkat flygplan på licens från England och Tyskland, men även några egna konstruktioner genom åren.  

## Flygmaskiner tillverkade vid Kjeller Flyfabrikk
- F.F 3 Hydro
- F.F 5 1918
- F.F. 6, 1921 1 stycken prototyp jaktplan
- F.F. 7 Hauk 1923-1924 14 stycken jaktplan, licensbyggda Hannover Cl.V
- F.F.8 "Make" III 11 stycken byggda för Marinens Flyvebaatfabrikk
- F.F. 9 Kaje, 1921-1926 19 stycken skol- och spaningsflygplan
- Fokker C.V, 1929-1939 42 stycken bombflygplan
- Standard Moth, 10 stycken licensbyggda skolflygplan
- Tiger Moth, 1932-1935 37 stycken licensbyggda skolflygplan
- PK X-1, 1955 1 stycken prototyp helikopter
- PK X-2, 1962 1 stycken prototyp helikopter